# Stenolophus abdominalis
Stenolophus abdominalis es una especie de escarabajo de tierra del género Stenolophus, tribu Harpalini, subfamilia Harpalinae. Fue descrita científicamente por Gené en 1836.
La especie se mantiene activa durante todos los meses del año.

## Distribución
Se distribuye por España, Irán, Líbano, Francia, Bulgaria e Israel.